# Liste der Kulturdenkmale im Johannesviertel
Die Liste der Kulturdenkmale im Johannesviertel oder auch Huttenplatz/Johannesviertel enthält die Kulturdenkmale des Stadtteils Johannesviertel der thüringischen Landeshauptstadt Erfurt, die vom Thüringischen Landesamt für Denkmalpflege und Archäologie als Bau- und Kunstdenkmale auf dem Gebiet der Stadt mit Stand vom 24. April 2024 erfasst wurden.

## Legende
- Bild: zeigt ein Bild des Kulturdenkmals und gegebenenfalls einen Link zu weiteren Fotos des Kulturdenkmals im Medienarchiv Wikimedia Commons
- Bezeichnung: Name, Bezeichnung oder die Art des Kulturdenkmals
- Lage: Wenn vorhanden Straßenname und Hausnummer des Kulturdenkmals; Grundsortierung der Liste erfolgt nach dieser Adresse. Der Link Karte führt zu verschiedenen Kartendarstellungen und nennt die Koordinaten des Kulturdenkmals.
 Kartenansicht, um Koordinaten zu setzen – in dieser Kartenansicht sind Kulturdenkmale ohne Koordinaten mit einem roten bzw. orangen Marker dargestellt und können in der Karte gesetzt werden. Kulturdenkmale ohne Bild sind mit einem blauen bzw. roten Marker gekennzeichnet, Kulturdenkmale mit Bild mit einem grünen bzw. orangen Marker.
- Datierung: gibt das Jahr der Fertigstellung beziehungsweise das Datum der Erstnennung oder den Zeitraum der Errichtung an
- Beschreibung: bauliche und geschichtliche Einzelheiten des Kulturdenkmals, vorzugsweise die Denkmaleigenschaften
- ID: Die ID identifiziert das Kulturdenkmal eindeutig. In Thüringen sind aktuell keine IDs veröffentlicht. In der ID-Spalte kann sich auch folgendes Icon  befinden, dies führt zu Angaben zu diesem Kulturdenkmal bei Wikidata.

## Liste der Kulturdenkmale in Huttenplatz-Johannesviertel

### Am Hügel
| Bild                           | Bezeichnung  | Lage                 | Datierung | Beschreibung                                            | ID |
| ------------------------------ | ------------ | -------------------- | --------- | ------------------------------------------------------- | -- |
| weitere Bilder Fotos hochladen | Schulgebäude | Am Hügel 1 (Karte)   |           | einzelnes Kulturdenkmal; Bauliche Gesamtanlage Altstadt |    |
| weitere Bilder Fotos hochladen | Einfriedung  | Am Hügel 1 (Karte)   |           | einzelnes Kulturdenkmal; Bauliche Gesamtanlage Altstadt |    |
| BW                             | Hinterhaus   | Am Hügel 1 (Karte)   |           | einzelnes Kulturdenkmal; Bauliche Gesamtanlage Altstadt |    |
| weitere Bilder Fotos hochladen |              | Am Hügel 2 (Karte)   |           | Bauliche Gesamtanlage Altstadt                          |    |
| weitere Bilder Fotos hochladen |              | Am Hügel 2a (Karte)  |           | Bauliche Gesamtanlage Altstadt                          |    |
| weitere Bilder Fotos hochladen |              | Am Hügel 4 (Karte)   |           | Bauliche Gesamtanlage Altstadt                          |    |
| weitere Bilder Fotos hochladen |              | Am Hügel 6 (Karte)   |           | Bauliche Gesamtanlage Altstadt                          |    |
| weitere Bilder Fotos hochladen |              | Am Hügel 8 (Karte)   |           | Bauliche Gesamtanlage Altstadt                          |    |
| weitere Bilder Fotos hochladen |              | Am Hügel 10 (Karte)  |           | Bauliche Gesamtanlage Altstadt                          |    |
| weitere Bilder Fotos hochladen |              | Am Hügel 10a (Karte) |           | Bauliche Gesamtanlage Altstadt                          |    |
| weitere Bilder Fotos hochladen |              | Am Hügel 12 (Karte)  |           | Bauliche Gesamtanlage Altstadt                          |    |
| weitere Bilder Fotos hochladen |              | Am Hügel 14 (Karte)  |           | Bauliche Gesamtanlage Altstadt                          |    |
| weitere Bilder Fotos hochladen |              | Am Hügel 14a (Karte) |           | Bauliche Gesamtanlage Altstadt                          |    |
| weitere Bilder Fotos hochladen |              | Am Hügel 16 (Karte)  |           | Bauliche Gesamtanlage Altstadt                          |    |
| weitere Bilder Fotos hochladen |              | Am Hügel 18 (Karte)  |           | Bauliche Gesamtanlage Altstadt                          |    |
| weitere Bilder Fotos hochladen |              | Am Hügel 20 (Karte)  |           | Bauliche Gesamtanlage Altstadt                          |    |
| weitere Bilder Fotos hochladen |              | Am Hügel 22 (Karte)  |           | Bauliche Gesamtanlage Altstadt                          |    |
| weitere Bilder Fotos hochladen |              | Am Hügel 24 (Karte)  |           | Bauliche Gesamtanlage Altstadt                          |    |
| weitere Bilder Fotos hochladen |              | Am Hügel 26 (Karte)  |           | Bauliche Gesamtanlage Altstadt                          |    |
| weitere Bilder Fotos hochladen |              | Am Hügel 28 (Karte)  |           | Bauliche Gesamtanlage Altstadt                          |    |
| weitere Bilder Fotos hochladen |              | Am Hügel 30 (Karte)  |           | Bauliche Gesamtanlage Altstadt                          |    |

### Am Johannestor
| Bild                           | Bezeichnung             | Lage                     | Datierung | Beschreibung                                            | ID |
| ------------------------------ | ----------------------- | ------------------------ | --------- | ------------------------------------------------------- | -- |
| weitere Bilder Fotos hochladen | Wohn- und Geschäftshaus | Am Johannestor 9 (Karte) |           | einzelnes Kulturdenkmal; Bauliche Gesamtanlage Altstadt |    |
| BW                             | Hofgebäude              | Am Johannestor 9 (Karte) |           | einzelnes Kulturdenkmal; Bauliche Gesamtanlage Altstadt |    |

### Boyneburgufer
| Bild                           | Bezeichnung | Lage                    | Datierung | Beschreibung                                                                       | ID |
| ------------------------------ | ----------- | ----------------------- | --------- | ---------------------------------------------------------------------------------- | -- |
| weitere Bilder Fotos hochladen | Wohnhaus    | Boyneburgufer 1 (Karte) |           | Kennzeichnendes Straßen- und Platzbild Mietshausviertel am südlichen Boyneburgufer |    |
| weitere Bilder Fotos hochladen | Wohnhaus    | Boyneburgufer 2 (Karte) |           | Kennzeichnendes Straßen- und Platzbild Mietshausviertel am südlichen Boyneburgufer |    |
| weitere Bilder Fotos hochladen | Wohnhaus    | Boyneburgufer 3 (Karte) |           | Kennzeichnendes Straßen- und Platzbild Mietshausviertel am südlichen Boyneburgufer |    |
| weitere Bilder Fotos hochladen | Wohnhaus    | Boyneburgufer 4 (Karte) |           | Kennzeichnendes Straßen- und Platzbild Mietshausviertel am südlichen Boyneburgufer |    |
| weitere Bilder Fotos hochladen | Wohnhaus    | Boyneburgufer 5 (Karte) |           | Kennzeichnendes Straßen- und Platzbild Mietshausviertel am südlichen Boyneburgufer |    |
| weitere Bilder Fotos hochladen | Wohnhaus    | Boyneburgufer 6 (Karte) |           | Kennzeichnendes Straßen- und Platzbild Mietshausviertel am südlichen Boyneburgufer |    |

### Grünstraße
| Bild                           | Bezeichnung | Lage                   | Datierung | Beschreibung                                                                       | ID |
| ------------------------------ | ----------- | ---------------------- | --------- | ---------------------------------------------------------------------------------- | -- |
| weitere Bilder Fotos hochladen | Wohnhaus    | Grünstraße 14 (Karte)  |           | Kennzeichnendes Straßen- und Platzbild Mietshausviertel am südlichen Boyneburgufer |    |
| weitere Bilder Fotos hochladen | Wohnhaus    | Grünstraße 15 (Karte)  |           | Kennzeichnendes Straßen- und Platzbild Mietshausviertel am südlichen Boyneburgufer |    |
| weitere Bilder Fotos hochladen | Wohnhaus    | Grünstraße 15a (Karte) |           | Kennzeichnendes Straßen- und Platzbild Mietshausviertel am südlichen Boyneburgufer |    |
| weitere Bilder Fotos hochladen | Wohnhaus    | Grünstraße 15b (Karte) |           | Kennzeichnendes Straßen- und Platzbild Mietshausviertel am südlichen Boyneburgufer |    |

### Huttenstraße
| Bild                           | Bezeichnung | Lage                    | Datierung | Beschreibung                   | ID |
| ------------------------------ | ----------- | ----------------------- | --------- | ------------------------------ | -- |
| weitere Bilder Fotos hochladen |             | Huttenstraße 12 (Karte) |           | Bauliche Gesamtanlage Altstadt |    |
| weitere Bilder Fotos hochladen |             | Huttenstraße 13 (Karte) |           | Bauliche Gesamtanlage Altstadt |    |
| weitere Bilder Fotos hochladen |             | Huttenstraße 14 (Karte) |           | Bauliche Gesamtanlage Altstadt |    |
| weitere Bilder Fotos hochladen |             | Huttenstraße 15 (Karte) |           | Bauliche Gesamtanlage Altstadt |    |
| weitere Bilder Fotos hochladen |             | Huttenstraße 16 (Karte) |           | Bauliche Gesamtanlage Altstadt |    |

### Johannesstraße
| Bild                           | Bezeichnung             | Lage                      | Datierung | Beschreibung                                                                       | ID |
| ------------------------------ | ----------------------- | ------------------------- | --------- | ---------------------------------------------------------------------------------- | -- |
| weitere Bilder Fotos hochladen | Wohn- und Geschäftshaus | Johannesstraße 85 (Karte) |           | Kennzeichnendes Straßen- und Platzbild Mietshausviertel am südlichen Boyneburgufer |    |
| weitere Bilder Fotos hochladen | Wohn- und Geschäftshaus | Johannesstraße 91 (Karte) |           | einzelnes Kulturdenkmal                                                            |    |
| BW                             | Hofgebäude              | Johannesstraße 91 (Karte) |           | einzelnes Kulturdenkmal                                                            |    |

### Pfeiffersgasse
| Bild                           | Bezeichnung | Lage                       | Datierung | Beschreibung                                                                                                | ID |
| ------------------------------ | ----------- | -------------------------- | --------- | --- | -- |
| weitere Bilder Fotos hochladen | Wohnhaus    | Pfeiffersgasse 15a (Karte) |           | einzelnes Kulturdenkmal; Kennzeichnendes Straßen- und Platzbild Mietshausviertel am südlichen Boyneburgufer |    |

### Schlüterstraße
| Bild                           | Bezeichnung | Lage                      | Datierung | Beschreibung                                                                       | ID |
| ------------------------------ | ----------- | ------------------------- | --------- | ---------------------------------------------------------------------------------- | -- |
| weitere Bilder Fotos hochladen | Wohnhaus    | Schlüterstraße 3 (Karte)  |           | Kennzeichnendes Straßen- und Platzbild Mietshausviertel am südlichen Boyneburgufer |    |
| BW                             | Wohnhaus    | Schlüterstraße 3a (Karte) |           | Kennzeichnendes Straßen- und Platzbild Mietshausviertel am südlichen Boyneburgufer |    |
| weitere Bilder Fotos hochladen | Wohnhaus    | Schlüterstraße 3b (Karte) |           | Kennzeichnendes Straßen- und Platzbild Mietshausviertel am südlichen Boyneburgufer |    |
| weitere Bilder Fotos hochladen | Wohnhaus    | Schlüterstraße 4 (Karte)  |           | Kennzeichnendes Straßen- und Platzbild Mietshausviertel am südlichen Boyneburgufer |    |
| weitere Bilder Fotos hochladen | Wohnhaus    | Schlüterstraße 5 (Karte)  |           | Kennzeichnendes Straßen- und Platzbild Mietshausviertel am südlichen Boyneburgufer |    |
| weitere Bilder Fotos hochladen | Wohnhaus    | Schlüterstraße 6 (Karte)  |           | Kennzeichnendes Straßen- und Platzbild Mietshausviertel am südlichen Boyneburgufer |    |
| weitere Bilder Fotos hochladen | Wohnhaus    | Schlüterstraße 7 (Karte)  |           | Kennzeichnendes Straßen- und Platzbild Mietshausviertel am südlichen Boyneburgufer |    |
| weitere Bilder Fotos hochladen | Wohnhaus    | Schlüterstraße 8 (Karte)  |           | Kennzeichnendes Straßen- und Platzbild Mietshausviertel am südlichen Boyneburgufer |    |

### Steinstraße
| Bild                           | Bezeichnung | Lage                   | Datierung | Beschreibung                   | ID |
| ------------------------------ | ----------- | ---------------------- | --------- | ------------------------------ | -- |
| weitere Bilder Fotos hochladen |             | Steinstraße 23 (Karte) |           | Bauliche Gesamtanlage Altstadt |    |
| weitere Bilder Fotos hochladen |             | Steinstraße 24 (Karte) |           | Bauliche Gesamtanlage Altstadt |    |
| weitere Bilder Fotos hochladen |             | Steinstraße 25 (Karte) |           | Bauliche Gesamtanlage Altstadt |    |
| weitere Bilder Fotos hochladen |             | Steinstraße 26 (Karte) |           | Bauliche Gesamtanlage Altstadt |    |
| weitere Bilder Fotos hochladen |             | Steinstraße 27 (Karte) |           | Bauliche Gesamtanlage Altstadt |    |
| weitere Bilder Fotos hochladen |             | Steinstraße 28 (Karte) |           | Bauliche Gesamtanlage Altstadt |    |
| weitere Bilder Fotos hochladen |             | Steinstraße 29 (Karte) |           | Bauliche Gesamtanlage Altstadt |    |
| weitere Bilder Fotos hochladen |             | Steinstraße 30 (Karte) |           | Bauliche Gesamtanlage Altstadt |    |

### Venedig
| Bild                           | Bezeichnung                | Lage               | Datierung | Beschreibung                                            | ID |
| ------------------------------ | -------------------------- | ------------------ | --------- | ------------------------------------------------------- | -- |
| weitere Bilder Fotos hochladen | Wohnhaus, ehemals Lohmühle | Venedig 2 (Karte)  |           | einzelnes Kulturdenkmal; Bauliche Gesamtanlage Altstadt |    |
| weitere Bilder Fotos hochladen |                            | Venedig 2a (Karte) |           | Bauliche Gesamtanlage Altstadt                          |    |
| weitere Bilder Fotos hochladen |                            | Venedig 5 (Karte)  |           | Bauliche Gesamtanlage Altstadt                          |    |

### Waldenstraße
| Bild                           | Bezeichnung | Lage                      | Datierung | Beschreibung                   | ID |
| ------------------------------ | ----------- | ------------------------- | --------- | ------------------------------ | -- |
| weitere Bilder Fotos hochladen |             | Waldenstraße 2 (Karte)    |           | Bauliche Gesamtanlage Altstadt |    |
| weitere Bilder Fotos hochladen |             | Waldenstraße 4 (Karte)    |           | Bauliche Gesamtanlage Altstadt |    |
| weitere Bilder Fotos hochladen |             | Waldenstraße 6 (Karte)    |           | Bauliche Gesamtanlage Altstadt |    |
| weitere Bilder Fotos hochladen |             | Waldenstraße 8 (Karte)    |           | Bauliche Gesamtanlage Altstadt |    |
| weitere Bilder Fotos hochladen | AOK-Gebäude | Waldenstraße 10a (Karte)  |           | einzelnes Kulturdenkmal        |    |
| weitere Bilder Fotos hochladen | Speicher    | Waldenstraße 10a (Karte)  |           | einzelnes Kulturdenkmal        |    |
| weitere Bilder Fotos hochladen | Mauer       | Waldenstraße 10a (Karte)  |           | einzelnes Kulturdenkmal        |    |
| weitere Bilder Fotos hochladen |             | Waldenstraße 11 (Karte)   |           | Bauliche Gesamtanlage Altstadt |    |
| weitere Bilder Fotos hochladen |             | Waldenstraße 13 (Karte)   |           | Bauliche Gesamtanlage Altstadt |    |
| weitere Bilder Fotos hochladen |             | Waldenstraße 13a (Karte)  |           | Bauliche Gesamtanlage Altstadt |    |
| weitere Bilder Fotos hochladen |             | Waldenstraße 15 (Karte)   |           | Bauliche Gesamtanlage Altstadt |    |
| weitere Bilder Fotos hochladen |             | Waldenstraße 17 (Karte)   |           | Bauliche Gesamtanlage Altstadt |    |
| weitere Bilder Fotos hochladen |             | Waldenstraße 19 (Karte)   |           | Bauliche Gesamtanlage Altstadt |    |
| BW                             |             | Waldenstraße 21 A (Karte) |           | Bauliche Gesamtanlage Altstadt |    |
| weitere Bilder Fotos hochladen |             | Waldenstraße 21 B (Karte) |           | Bauliche Gesamtanlage Altstadt |    |
| weitere Bilder Fotos hochladen |             | Waldenstraße 21 C (Karte) |           | Bauliche Gesamtanlage Altstadt |    |

### Weidengasse
| Bild                           | Bezeichnung | Lage                  | Datierung | Beschreibung                   | ID |
| ------------------------------ | ----------- | --------------------- | --------- | ------------------------------ | -- |
| weitere Bilder Fotos hochladen |             | Weidengasse 2 (Karte) |           | Bauliche Gesamtanlage Altstadt |    |
| weitere Bilder Fotos hochladen |             | Weidengasse 3 (Karte) |           | Bauliche Gesamtanlage Altstadt |    |
| weitere Bilder Fotos hochladen |             | Weidengasse 4 (Karte) |           | Bauliche Gesamtanlage Altstadt |    |
| weitere Bilder Fotos hochladen |             | Weidengasse 8 (Karte) |           | Bauliche Gesamtanlage Altstadt |    |